# Asmahan

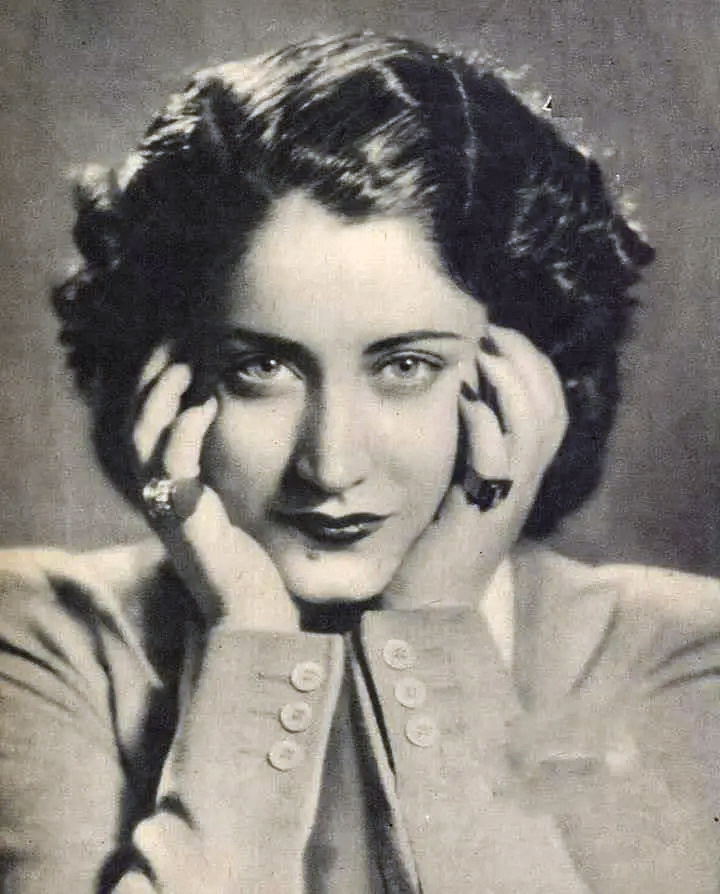
Asmahan

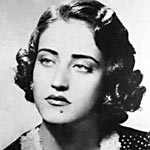
Asmahan mit dem berühmten Schönheitsfleck

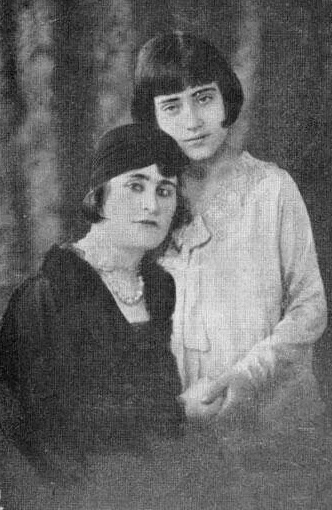
Mit ihrer Mutter 'Alia al-Mundhir

Amal al-Atrasch (arabisch آمال الأطرش, DMG Āmāl al-Aṭraš, französisch Amal el-Atrache); (* 25. November 1917 oder 1912; † 14. Juli 1944 bei al-Mansura in Ägypten), besser bekannt unter ihrem Bühnennamen Asmahan (anhörenⓘ arabisch أسمهان, DMG Asmahān), war eine syrische Sängerin, Schauspielerin und Informantin.

## Leben
Asmahan wurde als Tochter eines Syrers Fahd al-Atrash und einer Libanesin Alia al-Mudhir in einer verarmten Familie geboren. Zweig der wohlhabenden al-Atrasch-Familie, war die Schwester von Farid el Atrache und mit dem Drusenführer und syrisch-nationalistischen Revolutionär Sultan Pascha al-Atrasch verwandt. Bereits in ihrer Kindheit musste sie 1918 nach Ägypten auswandern, da ihre Heimat in al-Qrayya vor der Syrischen Revolution durch die Franzosen bombardiert wurde. Mit 14 Jahren wurde sie als Sängerin entdeckt, mit 16 nahm sie ihre erste Schallplatte auf.
Ihre Familie kannte bereits den Komponisten Dawood Hosni, und später sang Amal die Kompositionen von Mohamed El Qasabgi und Zakariyya Ahmad. Sie sang auch Kompositionen von Mohammed Abdel Wahab und von ihrem Bruder Farid. Asmahan wurde zu einem aufsteigenden Stern in her own right.
1933 heiratete sie einen Cousin, den Emir des Drusenbergs, von dem sie sich später scheiden ließ, ihn erneut heiratete, und sich wieder von ihm scheiden ließ. Asmahan verbrachte ihre Tage und Nächte bereits im Alter von 24 Jahren oft im luxuriösen Jerusalemer King David Hotel. Ihre Bemühungen, Informationen von geheimdienstlichem Interesse zu erhalten, sollen im Mai 1941 mit ihrer Anwerbung durch den britischen Geheimdienst begonnen haben. Später stand sie gleichzeitig auf der Lohnliste der Franzosen. General Charles de Gaulle zählte zu ihren persönlichen Bekannten. Diese Bemühungen waren häufig mit sexueller Zuwendung verbunden, genoss sie doch die, mitunter entgeltliche, Zuneigung verschiedener Liebhaber. Später heiratete sie einen reichen Ägypter, der im Ruf eines Playboys stand.
Asmahan besaß die einzige weibliche Stimme in der arabischen Musik, die eine ernsthafte Konkurrenz zu der von Umm Kulthum bildete, die – wie Asmahan – als eine der herausragendsten Sängerinnen des 20. Jahrhunderts betrachtet wird. Asmahan galt als muṭribah, als eine Sängerin, die den Zauber des alten Stils der arabischen Musik, ṭarab, wie er vor dem Ersten Weltkrieg gepflegt wurde, heraufbeschwören konnte, während sie zugleich europäische Gesangstechniken einbaute und so einen eigenständigen musikalischen Ausdruck fand. Die konservativ eingestellte drusische Öffentlichkeit reagierte zuweilen ablehnend auf sie. Ihr mysteriöser Tod durch Ertrinken bei einem Autounfall am Nil schockierte die Öffentlichkeit.

## Filmografie
- 1941: Triumph der Jugend (Intissar al-Shabab)
- 1944: Liebe und Vergeltung (Gharam wa Intiqam)[2]

## Dokumentarfilm
- Azza El-Hassan: Asmahan – Rauschende Nächte in Wien (Mischief Films, 2014, 71 Min.)
- Die Diven Arabiens - Von Umm Kulthum bis Dalida, Frankreich, 2021, 53 Min.